# 네이선 해치
네이선 O. 해치(Nathan O. Hatch)는 노스캐롤라이나주의 웨이크포레스트 대학교의 2005년 10월 20일에 임직한 총장이다. 노터데임 대학교의 학장으로 재직하였다. 역사가이며, 미국의 기독교 역사에 대한 많은 저술을 하였다.

## 저서
- The Sacred Cause of Liberty: Republican Thought and the Millennium in Revolutionary New England, also with Yale University Press
- The Search for Christian America (Crossway Books)
- The Democratization of American Christianity

## 같이 보기

### 역사학자들
- 마크 놀
- 조지 마즈든